# ليني رودريجيز
ليني رودريجيز (10 مايو 1987 بغوا في الهند - ) هو لاعب كرة قدم هندي في مركز الوسط. شارك مع منتخب الهند لكرة القدم. أما مع النوادي، فقد لعب مع نادي بونه ونادي تشرتشل براذرز ونادي ديمبو ونادي سالغاوكار ونادي موهون باغان ونادي مدينة بونه لكرة القدم.

## وصلات خارجية
- ليني رودريجيز على موقع قاعدة بيانات كرة القدم.إي يو (الإنجليزية)
- ليني رودريجيز على موقع ناشيونال فوتبول تيمز (الإنجليزية)
- ليني رودريجيز على موقع Soccerway.com (الإنجليزية)